# Yole Marinelli
Yole Marinelli (Napoli, 1940) è un'attrice italiana.

## Biografia
Attrice napoletana, ha lavorato soprattutto per il cinema e la televisione del Regno Unito. È stata sposata con l'attore inglese Brian Weske.
Nel 1966 ha partecipato al film Arrivederci, Baby!, con Tony Curtis e nel 1969 a Dov'è Jack? di James Clavell.
La sua apparizione più celebre è quella in Amici miei - Atto IIº di Mario Monicelli, nel quale interpreta Anita Esposito, amante del giornalista "Giorgio Perozzi", interpretato da Philippe Noiret.
La sua carriera si è sviluppata soprattutto oltremanica, dove ha partecipato a diverse serie televisive britanniche come Agente Speciale, Vendetta e The Troubleshooters.

## Filmografia parziale

### Cinema
- Arrivederci, Baby!, regia di Ken Hughes (1966)
- Dov'è Jack? (Where's Jack?), regia di James Clavell (1969)
- Una su 13, regia di 	Nicolas Gessner e Luciano Lucignani (1969)
- Amici miei - Atto IIº, regia di Mario Monicelli (1982)

### Televisione
- Riviera Police – serie TV, episodio 1x01 (1965)
- Agente speciale – serie TV, episodio 5x19 (1967)